# Pavel Beljajev

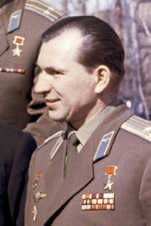
Pavel Beljajev in 1965

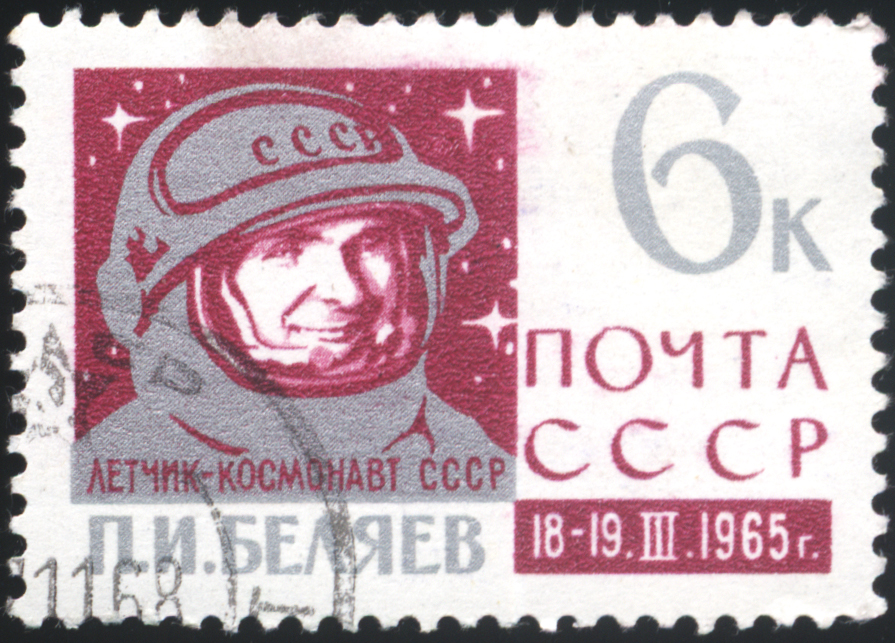
Pavel Beljajev afgebeeld op een Sovjet postzegel uit 1965 ter ere van de Voschod 2 ruimtemissie

Pavel Ivanovitsj Beljajev (Russisch: Павел Иванович Беляев) (Tsjelisjtsjevo, 26 juni 1925 – Moskou, 10 januari 1970) was een Russische ruimtevaarder (kosmonaut). Hij vloog eenmaal in de ruimte, aan boord van de Voschod 2.

## Biografie
Beljajev werd geboren in Tsjelisjtsjevo, oblast Vologda, Rusland. Hij was een van de twintig luchtmachtpiloten die in 1960 werden geselecteerd voor de eerste groep kosmonauten; hij zou voor het eerst gelanceerd worden aan boord van de Vostok 8, en door de zogenaamde Van Allen-gordels vliegen. Deze vlucht werd echter afgelast.
Op 18 maart 1965 werd Beljajev als gezagvoerder gelanceerd aan boord van de Voschod 2, de tweede en laatste bemande vlucht in het kader van het Russische Voschod-programma. Naast hem bestond de bemanning uit piloot Aleksej Leonov. Voor Beljajev was dit zijn eerste en tevens laatste ruimtevlucht. Leonov voerde tijdens deze vlucht de eerste wandeling in de ruimte uit.
Beljajev overleed in Moskou op 44-jarige leeftijd aan de complicaties (buikvliesontsteking) als gevolg van een operatie aan een maagzweer. Hij was getrouwd en had twee kinderen.

## Schrijfwijze
Pavel Ivanovitsj Beljajev is de Nederlandse transliteratie van het Cyrillische Павел Иванович Беляев. Een andere schrijfwijze is de Engelse transliteratie Pavel Ivanovich Belyayev.